# Patronat de la Infància

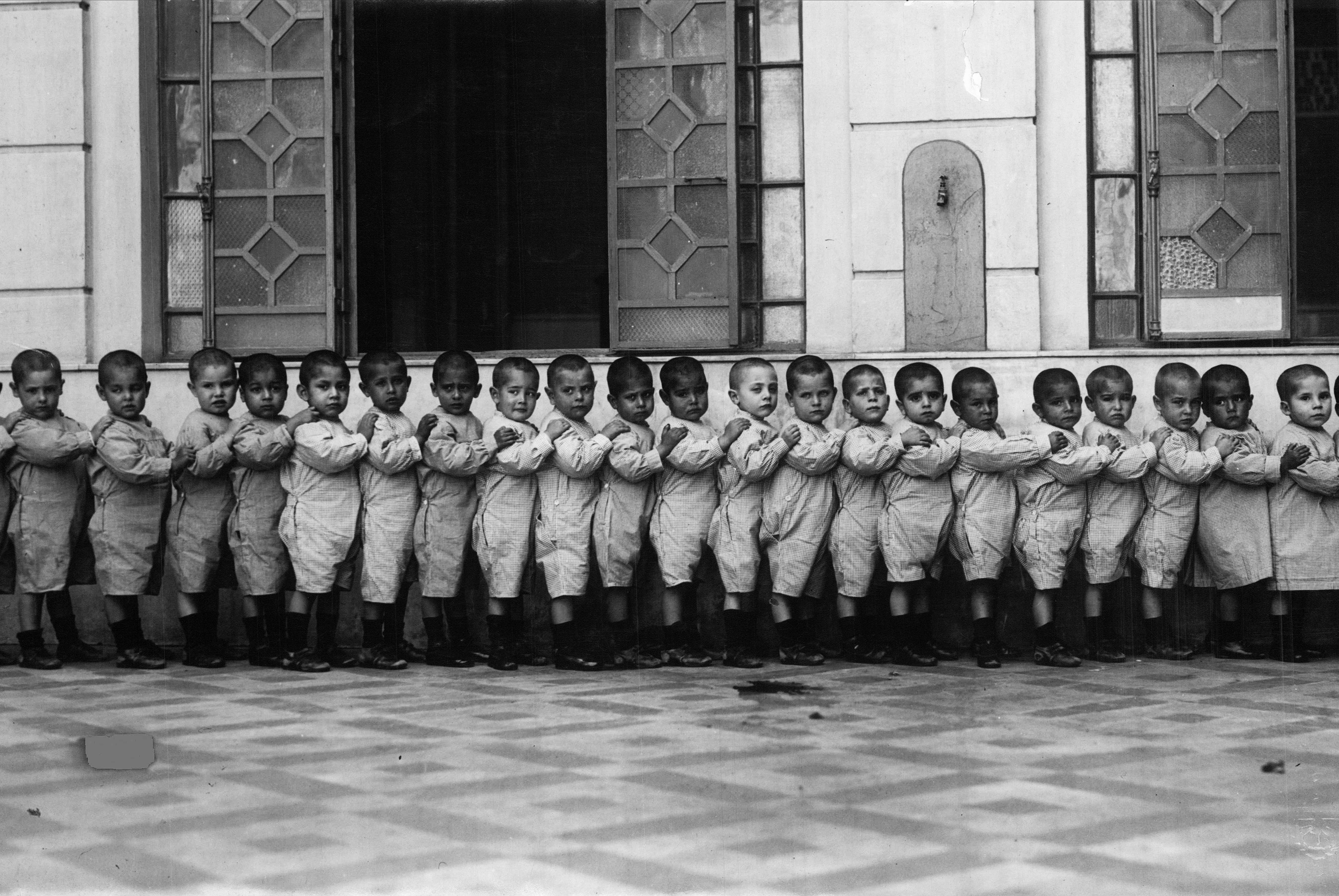
El Patronat de la Infància en 1925

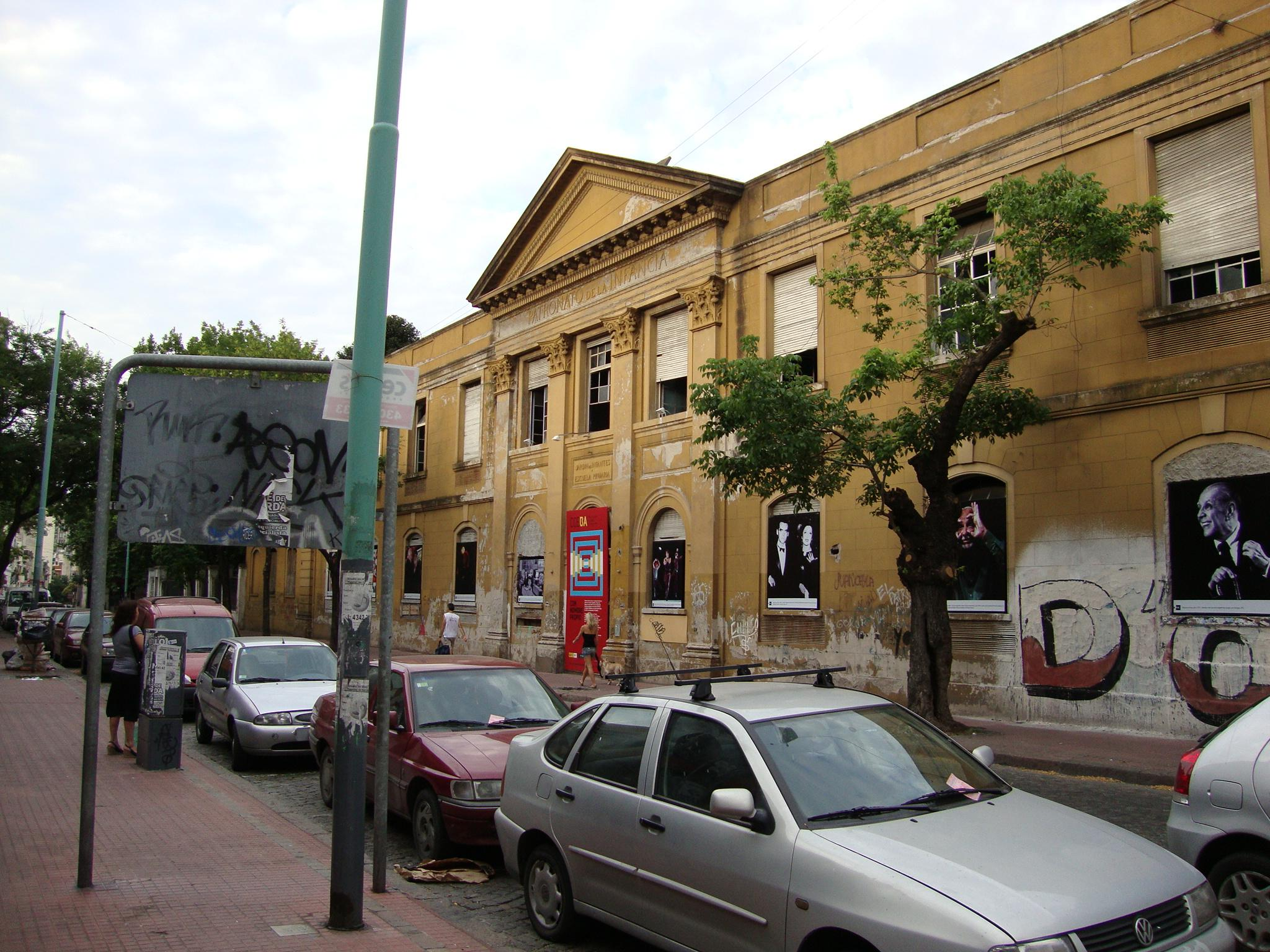
Front de l'Escola Primària i Jardí d'Infants (carrer Balcarce)

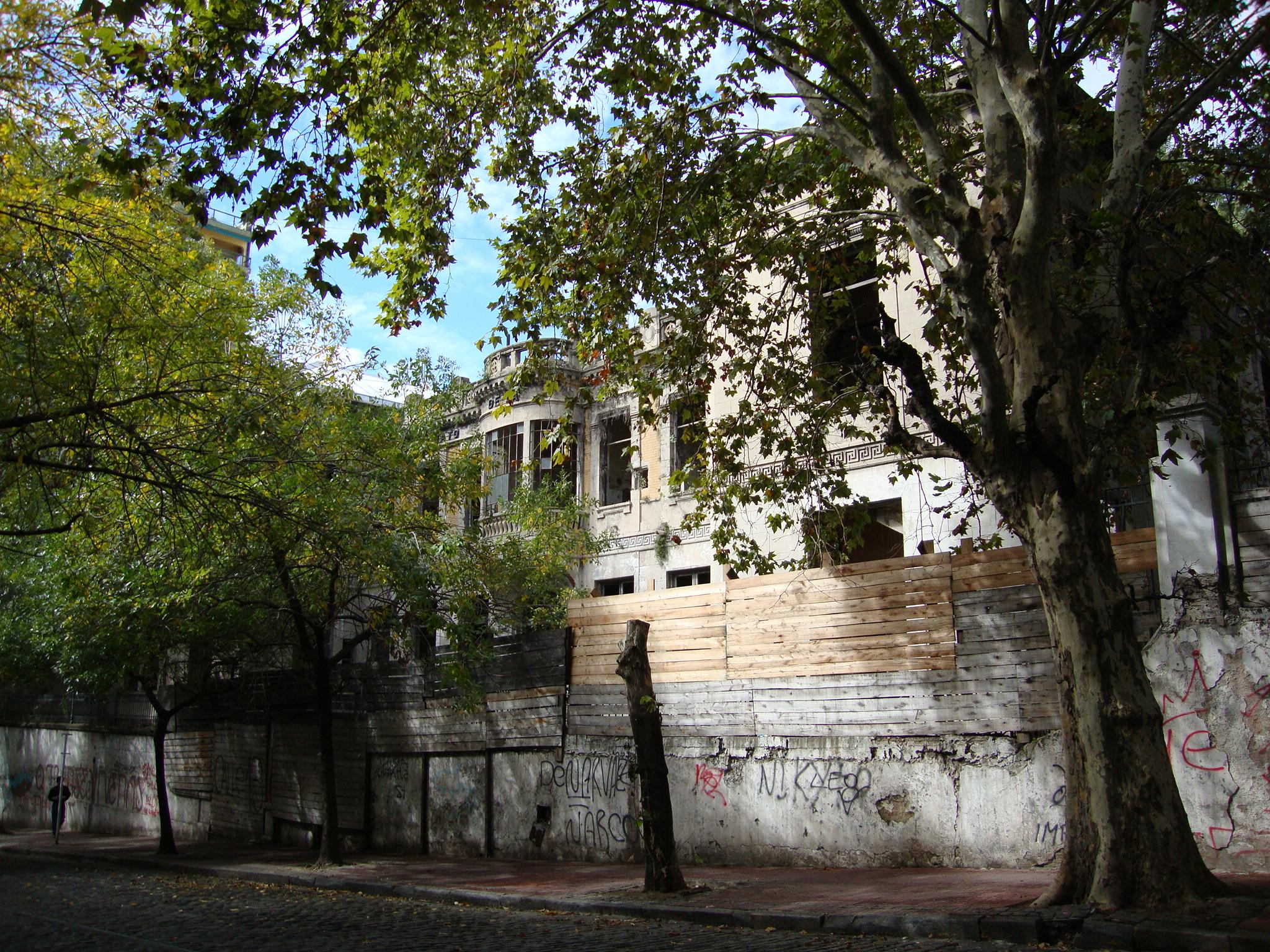
Façana de l'Hospital de Nens (carrer Humberto Iº)

El Patronat de la Infància (Pa.de.la.I), és una institució filantròpica de la República Argentina fundada l'any 1892, amb l'objectiu de donar auxili a nens desemparats i en situacions de risc i vulnerabilitat. Aquesta institució, va tenir el seu major desplegament durant les èpoques de guerra a Europa, a causa de la gran afluència d'infants provinents d'aquest continent que fugien buscant refugi durant els conflictes bèl·lics.
El Pa.de.la.I (tal com l'hi coneix per les seves sigles) tenia la seva seu central en el conjunt edilicio situat al carrer Balcarce al 1100, entre els carrers Humberto Iº i l'Avinguda Sant Joan al barri de Sant Telmo de la Ciutat Autònoma de Buenos Aires. Actualment, aquesta unitat edilicia es troba abandonada, després del trasllat que realitzés la institució a l'actual seu, situada al carrer Mansilla al 2588.
En la seva anterior ubicació, en el Pa.de.la.I funcionava a més de la Llar de Menors, un Institut de Menors, una escola primària, un jardí d'Infants i un Hospital de Nens. Actualment, el Pa.de.la.I divideix la seva acció en tres Institucions, sent l'edifici de carrer Mansilla a més de la seu social, seu de l'Escola dels Àngels Custodios. També formen part de l'accionat del Pa.de.la.I, l'Institut María Antonio Loreto (fundat en 1945) i l'Escola Infància 2000 (fundada en 1990), tots dos situats en el terreny de Ruta Nacional 9 i Ruta 27, en la localitat de Benavídez, Província de Buenos Aires.
Durant diverses dècades, els vells edificis del Pa.de.la.I van ser motiu de conflicte, ja que des del seu abandó, aquests edificis van ser usurpats i habitats precàriament per desenes de famílies.

## Història de la seu

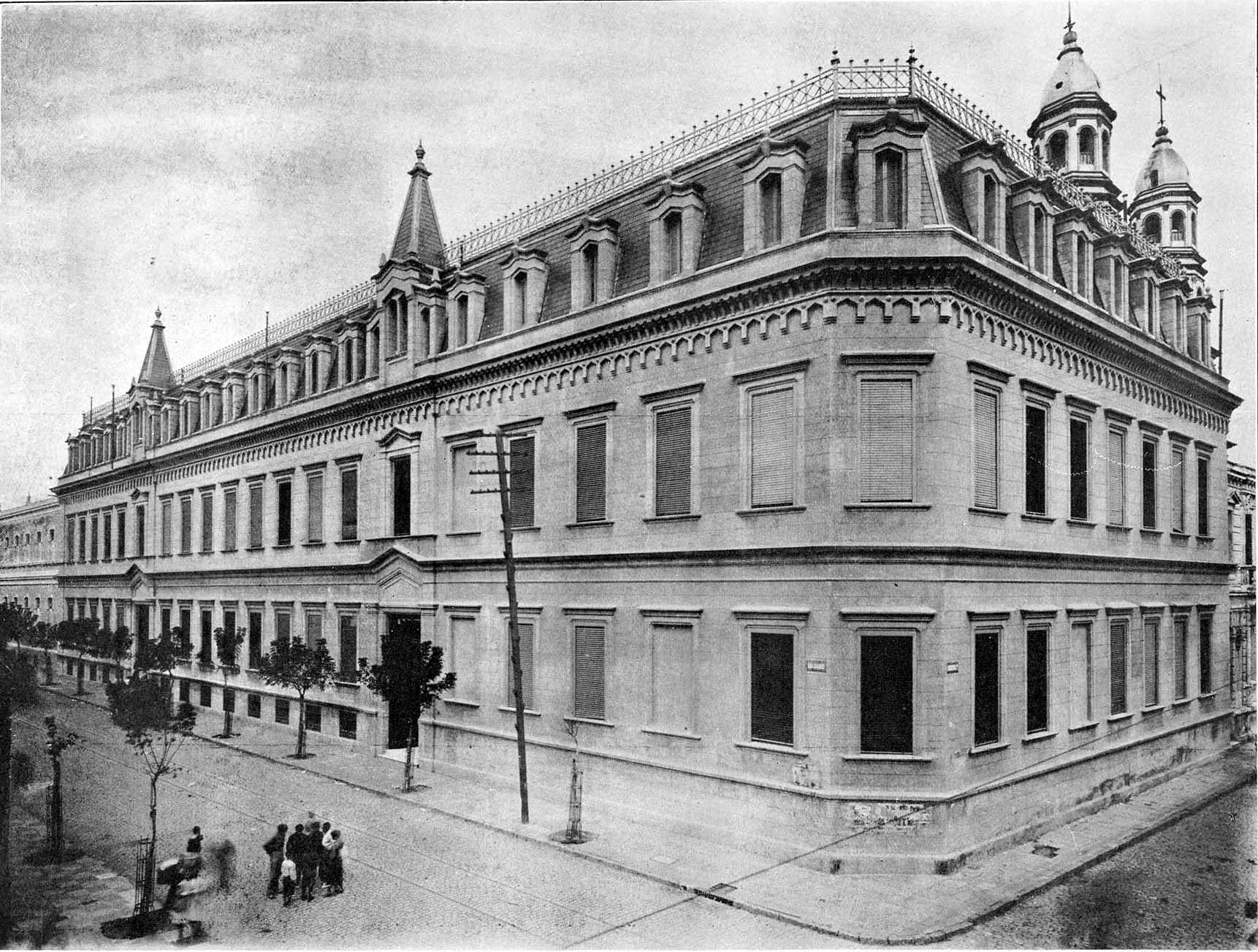
El Instituto Manuel A. Aguirre.

Al moment de la seva fundació, va començar atenent amb un consultori mèdic en Balcarce 1141 a nens en la primera infància. En 1895 es van inaugurar la primera Sala Bressol i l'Internat Manuel A. Aguirre, en Balcarce 1119. En 1897 es va inaugurar en Balcarce 1181 l'Escola d'Arts i Oficis, en un edifici projectat pels arquitectes Juan Antonio i Juan Carlos Buschiazzo.
En Humberto I° 250 es va aixecar l'edifici de l'Hospital de Nens. En 1909 es va inaugurar una segona Sala Bressol al carrer Paraguai 2601, barri de Palerm. En Balcarce 1150 es va construir l'Escola Primària i Jardí d'Infants.
Després de dècades, en 1970 les Germanes de San José de Citeaux, que manejaven el Patronat, ho van abandonar. En 1978 els edificis van ser cedits a la Municipalitat de la Ciutat de Buenos Aires i, sense donar-se'ls un ús, van ser ocupats en la dècada següent.
Els edificis van ser usurpats per famílies sense habitatge, i durant la intendència de Carlos Grosso es va iniciar una gestió amb una cooperativa perquè les famílies que vivien en el Pa.de.la.I poguessin posseir la propietat dels edificis. No obstant això el contracte no va ser complert, i en 2003 van ser finalment desallotjades, i el cap de govern de Buenos Aires, Aníbal Ibarra, va començar la demolició dels edificis, que va ser suspesa a causa dels reclams de preservació dels antics edificis de gran valor patrimonial.
Finalment, el 21 d'agost de 2009, durant el govern de Maurici Macri, el conjunt d'edificis va ser cedit en comodato per 30 anys a l'Agència Espanyola de Cooperació Internacional per al Desenvolupament per transformar-ho en un centre cultural espanyol.
El 27 d'abril de 2010 es va inaugurar el cicle "Pocavergonya! Intervencions Urbanes Iberoamericanes", en el qual es realitzarà el pintat dels murs interns per part d'artistes urbans del grafiti.
L'1 de juny de 2011, la Direcció de l'Agència Espanyola de Cooperació Internacional per al Desenvolupament (AECID) va cridar a concurs de projectes arquitectònics per a la transformació de l'edifici. El 12 d'aquest mes, Societat Central d'Arquitectes (SCA) argentina va enviar una carta de reclam, ja que en el certamen, realitzat segons la legislació espanyola i considerant la crisi econòmica que sofreix el país, va quedar restringit a la participació d'arquitectes ibèrics, i solament es va oferir la participació d'un argentí com a membre del jurat.
Al maig de 2012, davant la paràlisi de les obres per al futur Centre Cultural, els edificis van tornar a ser usurpats per diverses famílies de procedència boliviana, entre elles moltes de les quals havien viscut en el predio fins al 2003. Reclamant els habitatges promesos per la Municipalitat en temps de l'Intendent Grosso, es van instal·lar en el Padelai i van realitzar protestes de carrer. Davant la situació, el govern espanyol va ressaltar que el projecte pel CCEBA es mantindria en peus, però un mes després van anunciar la cancel·lació definitiva.
Al 06/05/2013 l'edifici seguia pres.
El 5 de enero de 2017 fue desalojado.